# Голенищев-Кутузов, Логгин Иванович
Логгин Иванович Голенищев-Кутузов (1769—1846) — русский офицер, картограф и переводчик из рода Кутузовых; генерал-лейтенант российского императорского флота.

## Биография
Сын адмирала Ивана Логгиновича Голенищева-Кутузова. Начинал службу в армии, но, будучи назначен 6 февраля 1788 года в Морской кадетский корпус, участвовал в сражениях при Гогланде, Фридрихсгаме и Роченсальме, 26.11.1789 был награждён орденом Св. Георгия 4-го класса 
За отличную храбрость, с каковою совершил 21 августа под Гекфорсом опасное предприятие.
С 13 ноября 1793 года — капитан 1 ранга. Пользуясь расположением Павла I, 13 ноября 1796 года был произведён в полковники и, числясь по должности помощником своего отца, президента Адмиралтейств-коллегии, фактически принял на себя руководство Морским кадетским корпусом. Посетив корпус 10 февраля 1798 года, Павел I остался доволен и произвёл Л. И. Голенищева-Кутузова в генерал-майоры, а через день был восприемником его сына.
В 1798—1801 г. был начальником экспедиции по описи Белого моря, произведен в генерал-лейтенанты. Под его руководством составлены и изданы атласы Средиземного моря, Каспийского моря, от Балтийского моря до берегов Англии, от Белого моря до берегов Англии. В 1827 г. издал полный атлас Белого моря и в том же году возглавил Морской Учёный комитет при морском министерстве. Труды Голенищева-Кутузова стали новым словом в русской картографии; за них он был избран почётным членом Академии наук.
По совету своего близкого друга А. С. Шишкова Голенищев-Кутузов стал заниматься переводами сочинений знаменитых мореплавателей современности. В частности, им впервые переведены на русский язык описания путешествий Кука (1796—1800), Мирса (1797), Лаперуза (1800—1802), Кука, Клерка и Гора (1805—10). В 1806-1843 гг. каждый день вёл дневник на французском языке; сохранившиеся тетради находятся в Российской национальной библиотеке и содержат ценные сведения о литераторах 1810-х и 1820-х гг., со многими из которых Голенищев-Кутузов поддерживал приятельские отношения.
По характеристике современника, Голенищева-Кутузова знал весь Петербург из-за его «острого, но вредного ума, направленного всегда к оппозиции, его несчастий и его долгов». Неудачные спекуляции и склонность к расточительности привели к утрате порядочного имения, унаследованного от отца. От его спекуляций пострадали и те из числа небогатых его друзей,
которые доверили ему свои активы. Скончался в Петербурге в возрасте 77 лет, вскоре после получения известия о мотовстве и сумасшествии единственного сына.
Жена — Надежда Никитична Коведяева (1776—10.12.1848) — была, по отзывам современников, милейшей и высокообразованной женщиной. Оба супруга состояли в дружбе с полководцем М. И. Кутузовым и его семейством. Надежда Никитична похоронена в Петербурге на Смоленском кладбище. Из двенадцати детей супруги похоронили одиннадцать. Единственный выживший сын Иван (12.11.1803—19.12.1849), действительный статский советник, возглавлял архив Министерства иностранных дел, умер от удара.